# مؤتمر أديان العالم
عقدت عدة مؤتمرات بعنوان«مؤتمر أديان العالم» وأولها «مؤتمر العالم للأديان» من سنة 1893 الذي كان محاولة لافتتاح نقاش أديان عالمي. احتفي بمرور مائة عام عليه بمؤتمر آخر سنة 1993، ما أدى إلى سلسلة مؤتمرات تحت عنوان «مؤتمر أديان العالم.»

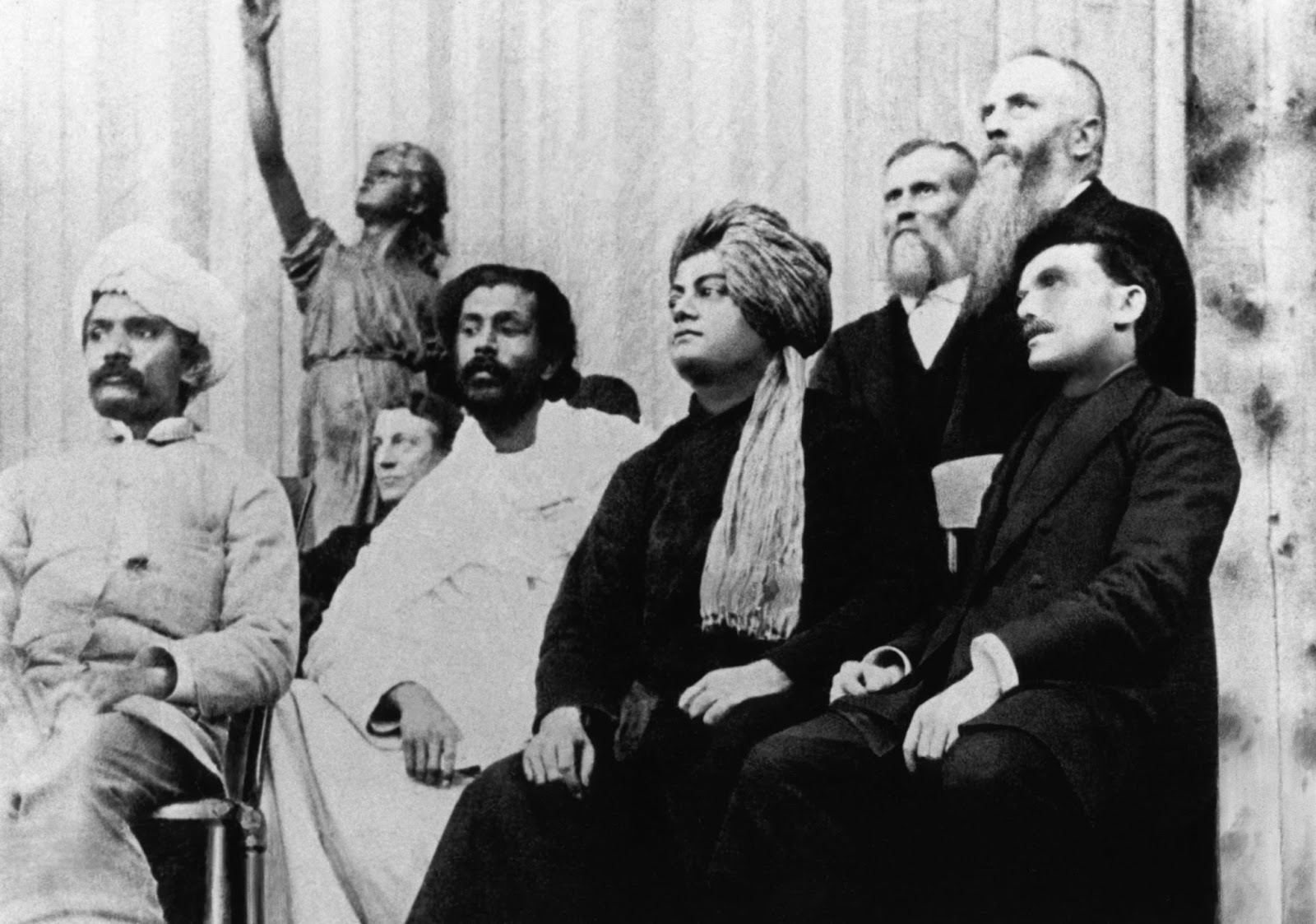
سوامي فيفي كاناندا وآخرون في مسرح مؤتمر أديان العالم سبتمبر 1893.